# Daniel Branca
Daniel Branca (ur. 1951 w Buenos Aires, zm. 28 stycznia 2005) – argentyński rysownik komiksów. 
Interesował się komiksami i sztuką już w młodym wieku i rozpoczął swoją karierę, pracując dla czasopisma dla dzieci w wieku zaledwie 14 lat. W latach siedemdziesiątych pracował z Oscarem Fernándezem tworząc różne komiksy do Argentyńskich czasopism. Praca Branki przy animacjach filmowych widocznie odbija się na jego stylu rysowania komiksów, który jest elastyczny i energiczny.
Branca i Fernández przeprowadzili się do Barcelony w 1976 roku. Później Branca zaczął rysować komiksy z Kaczorem Donaldem dla duńskiego wydawcy - Egmontu. W latach osiemdziesiątych i na początku dziewięćdziesiątych był najbardziej pożądanym i produktywnym disneyowskim rysownikiem. Jego specjalnością było rysowanie Malucha, psa Kaczora Donalda. Po przeprowadzce do Paryża, a później na Majorkę, Branca osiadł znów w Buenos Aires w 1985 roku.
W latach dziewięćdziesiątych narysował komiks Montana.
Daniel Branca zmarł w wieku 53 lat na zawał serca.